# Norbert Winkeljohann
Norbert Winkeljohann (* 5. November 1957 in Osnabrück) ist ein deutscher Wirtschaftsprüfer und Steuerberater und war bis zum 30. Juni 2018 Sprecher der Geschäftsführung der PricewaterhouseCoopers GmbH WPG. In mehreren Unternehmen hat er einen Aufsichtsratssitz.

## Leben und Wirken
Winkeljohann studierte von 1978 bis 1983 Betriebs- und Volkswirtschaftslehre an der Universität Münster und war danach als Diplom-Kaufmann bis 1986 wissenschaftlicher Mitarbeiter am Lehrstuhl für Steuer- und Prüfungswesen bei Dieter Schneeloch an der Fernuniversität Hagen, wo er 1986 zum Doktor der Wirtschaftswissenschaften promoviert wurde. Seine berufliche Laufbahn startete Winkeljohann als Prüfungsassistent einer internationalen Wirtschaftsprüfungsgesellschaft in Düsseldorf, für die er später als leitender Mitarbeiter im Bereich International Tax in Düsseldorf und London tätig war. Er bestand 1988 das Steuerberaterexamen und 1991 das Wirtschaftsprüferexamen.
Von 1994 bis 1998 war Winkeljohann Mitinhaber der Societäts-Treuhand Gruppe in Hannover. 1998 wurde Winkeljohann zum Partner der heutigen PricewaterhouseCoopers GmbH WPG ernannt und ein Jahr später in den Vorstand berufen. Seit 2003 war er Leiter des Geschäftsbereichs Mittelstand und Familienunternehmen, zunächst für Deutschland und später auch für Europa. 2010 wurde Winkeljohann von den Partnern zum Sprecher des Vorstands gewählt; durch einen Rechtsformwechsel wurde er 2016 Sprecher der Geschäftsführung. Er übernahm 2012 zudem den Vorstandsvorsitz der von ihm initiierten PwC Europe SE. Im globalen Netzwerk von PricewaterhouseCoopers International (global), einer Organisation mit 236.000 Mitarbeitern in 158 Ländern, war Winkeljohann seit 2010 Mitglied im fünfköpfigen Führungsgremium.
Winkeljohann gehörte verschiedenen Ausschüssen und Arbeitskreisen der Wirtschaftsprüfer an und wurde regelmäßig zu Anhörungen des Finanzausschusses des Deutschen Bundestags eingeladen. Er hält den Vorsitz bei der Bundesfachkommission für Wachstum und Innovation des Wirtschaftsrats der CDU und ist Mitglied in zahlreichen Fachgremien, z. B. dem IDW, dem DRSC und dem VMEBF.
Seit 1994 hält Winkeljohann juristische und wirtschaftswissenschaftliche Lehraufträge an der Universität Osnabrück und wurde dort 2001 zum Honorarprofessor für internationale Unternehmensbesteuerung ernannt. 2017 wurde er Honorarprofessor der Johann Wolfgang Goethe-Universität in Frankfurt am Main. Er ist (Mit-)Herausgeber einer Reihe von Standardwerken, wie z. B. dem Beck’schen Bilanzkommentar, und hat zahlreiche Aufsätze und Fachbeiträge im Bereich internationale Rechnungslegung und Steuern veröffentlicht.
Im Zusammenhang mit der Wulff-Affäre im Jahr 2012 wurde in verschiedenen Leitmedien über einen „Freundschaftsdienst“ von Norbert Winkeljohann berichtet, durch den Christiane Wulff, die vormalige Ehefrau von Christian Wulff, nach ihrer Scheidung seit 2008 für PwC arbeiten kann. Die Staatsanwaltschaft Hannover hat den Vorgang im Rahmen ihrer Sonderzuständigkeit für Korruptionsstrafsachen geprüft. Das Unternehmen erklärte, „die Beschäftigung von Christiane Wulff habe in keinem Zusammenhang mit geschäftlichen Beziehungen von PwC zur Landesregierung gestanden“. Ermittlungen gegen PwC wurden schlussendlich nicht eingeleitet.
2018 wurde er zum Aufsichtsratsvorsitzenden von Sievert und heristo und als Mitglied in den Aufsichtsrat  der Deutschen Bank gewählt. Im April 2020 wurde er zum Vorsitzenden des Aufsichtsrats der Bayer AG gewählt, dem er seit 2018 angehört. Er ist außerdem Mitglied des Präsidiums von World Vision.
Seit 1979 ist er Mitglied der katholischen Studentenverbindung KDStV Winfridia (Breslau) Münster.

## Schriften (Auswahl)
- Grenzüberschreitende Verlustnutzung im Gemeinschaftsgebiet, in: BFuP 3/2011.
- Wirtschaft in Familienhand: Die Erfolgsgeheimnisse der Unternehmerdynastien, Campus-Verlag, Frankfurt am Main 2010.
- mit Frank Reuther (Hrsg.): Zukunft des Bilanzrechts in Familienunternehmen, Erich Schmidt-Verlag, Berlin 2009.
- mit Sven Fuhrmann: Handbuch Umwandlungssteuerrecht, IDW-Verlag, Düsseldorf 2007.
- mit Ansgar Wohlschlegel und Axel Dorenkamp: Restrukturierung von Unternehmensanleihen durch das Schuldverschreibungsgesetz, in: WPg 58 (10), 2005.
- Nießbrauch an privatem und betrieblichem Grundbesitz, Hagener Betriebswirtschaftliche Abhandlungen, Physica-Verlag, Heidelberg 1987, Zugl.: Hagen, Fernuniv., Diss., 1986.